# Walk on By (Leroy Van Dyke-låt)
"Walk on By" är en sång från 1961 skriven av Kendall Hayes och Gary Walker, och framförd av Leroy Van Dyke. "Walk on By" var Leroy Van Dykes mest framgångsrika singel, och tillbringade 37 veckor på countrylistorna och recordbrytande 19 veckor på förstaplatsen. "Walk on By" gick också in på poplistorna med femteplats som högsta placering där , och namngavs av Billboard Magazine som största countryskivan i historien.

## Coverversioner
- Donna Fargo tolkade låten 1980. Donna Fargos version nådde topplaceringen #43 på Billboard Hot Country Singles chart.
- 1983 spelade Kikki Danielsson in låten på albumet Singles Bar [4].
- Svenska dansbandet Drifters tolkade den 2009 på albumet "Ljudet av ditt hjärta" [5].

## Listplaceringar
| Lista (1961-1962) | Position               |
| ----------------- | ---------------------- |
| Finland           | 4                      |
| Norge             | 1                      |
| Storbritannien    | 5                      |
| Sverige           | 1 (Radio Nord Topp 20) |
| Sverige           | 1 (Tio i topp)         |
| USA               | 5                      |
| Västtyskland      | 14                     |

### Fotnoter
1. ↑  Whitburn, Joel (2004). The Billboard Book of Top 40 Country Hits: 1944-2006, Second edition. Record Research. sid. 364
2. ↑  Whitburn, Joel (2004). The Billboard Book of Top 40 Hits: Eighth Edition. Record Research. sid. 655
3. ↑  ”Arkiverade kopian”. Arkiverad från originalet den 15 december 2011. https://web.archive.org/web/20111215033926/http://www.leroyvandyke.com/index.cfm?include=biography. Läst 8 januari 2012.
4. ↑  Information Arkiverad 25 juli 2011 hämtat från the Wayback Machine. i Svensk mediedatabas.
5. ↑  Information i Svensk mediedatabas.
6. ↑  ”Listplacering”. http://suomenlistalevyt.blogspot.com/2015/08/v-vep.html. Läst 1 maj 2021.
7. ↑  ”Listplacering”. https://norwegiancharts.com/showitem.asp?interpret=Leroy+Van+Dyke&titel=Walk+On+By&cat=s. Läst 1 maj 2021.
8. ↑  ”Leroy Van Dyke Chart History” (på engelska). The Official UK Charts Company. https://www.officialcharts.com/artist/10029/leroy-van-dyke/. Läst 1 maj 2021.
9. ↑  Kotschack, Jan (2009). Stick iväg, Jack! Historien om Radio Nord (1:a uppl.). ISBN 978-91-89136-51-9
10. ↑  Hallberg, Eric (1998). Tio i topp - med de utslagna på försök 1961-74 (1:a uppl.). ISBN 91-972712-5-X
11. ↑  ”Listplacering”. https://www.billboard.com/music/leroy-van-dyke/chart-history/HSI. Läst 1 maj 2021.
12. ↑  ”Charts Surfer”. http://www.charts-surfer.de/. Läst 1 maj 2021.

Den här artikeln är helt eller delvis baserad på material från engelskspråkiga Wikipedia.